# Pristomyrmex trachylissus
Pristomyrmex trachylissus é uma espécie de formiga do gênero Pristomyrmex, pertencente à subfamília Myrmicinae.